# IC 3774
IC 3774 ist eine Spiralgalaxie vom Hubble-Typ S im Sternbild Jagdhunde am Nordsternhimmel. Sie ist schätzungsweise 557 Millionen Lichtjahre von der Milchstraße entfernt und hat einen Durchmesser von etwa 150.000 Lichtjahren.
Im selben Himmelsareal befinden sich u. a. die Galaxien NGC 4687, IC 3772, IC 3800, IC 3809.
Das Objekt wurde am 21. März 1903 von Max Wolf entdeckt.